# Hartmut Kilger
Hartmut Kilger (* 7. November 1943 in Freiburg in Schlesien) war von Mai 2003 bis Mai 2009 Präsident des Deutschen Anwaltvereins.

## Leben
Hartmut Kilger besuchte das humanistische Gymnasium in Tübingen, bevor er an den Universitäten Tübingen, Erlangen, Hamburg und Aix-en-Provence Jura studierte. Er ist Mitglied der Tübinger Studentenverbindung A.V. Igel. Sein erstes und zweites Staatsexamen absolvierte er in Baden-Württemberg. Ab 1972 war er als Anwalt in der Zweier- bis Vierersozietät Kilger & Kilger in Hechingen tätig. 1987 wurde er Fachanwalt für Sozialrecht. Dem Anwaltverein Hechingen stand er von 1990 bis 1999 vor, 1996 wurde er Vizepräsident des Deutschen Anwaltvereins. 1999 ließ er sich als Einzelanwalt in Tübingen nieder. 2001 wurde Kilger Vorsitzender des Ausbildungsausschusses des Deutschen Anwaltvereins. Im Jahr darauf schloss er sich mit einem Kollegen zu einer Sozietät zusammen. 2003 wurde Kilger Nachfolger von Michael Streck als Präsident des Deutschen Anwaltvereins. Seine Amtszeit endete im Mai 2009. Seit April 2011 ist er Vorsitzender des Vorstands der Arbeitsgemeinschaft Berufsständischer Versorgungseinrichtungen e. V. (ABV). Ebenfalls im Jahr 2011 wurde Hartmut Kilger das Verdienstkreuz am Bande des Verdienstordens der Bundesrepublik Deutschland für den außerordentlichen engagierten Einsatz für die Belange der Anwaltschaft und für deren Nachwuchs überreicht.

## Werke
- Mit Rembert Brieske, Ulrich Stobbe: Berufsrecht und Haftpflicht: berufsständische Versorgung. Berliner Wissenschafts-Verlag, Berlin 2005, ISBN 3-8305-0946-4.
- Mit Bettina Schmidt, Matthias Bünger: Das sozialrechtliche Mandat. Deutscher Anwaltverlag, 2005, ISBN 3-8240-0287-6.